# Ursula Braun-Moser

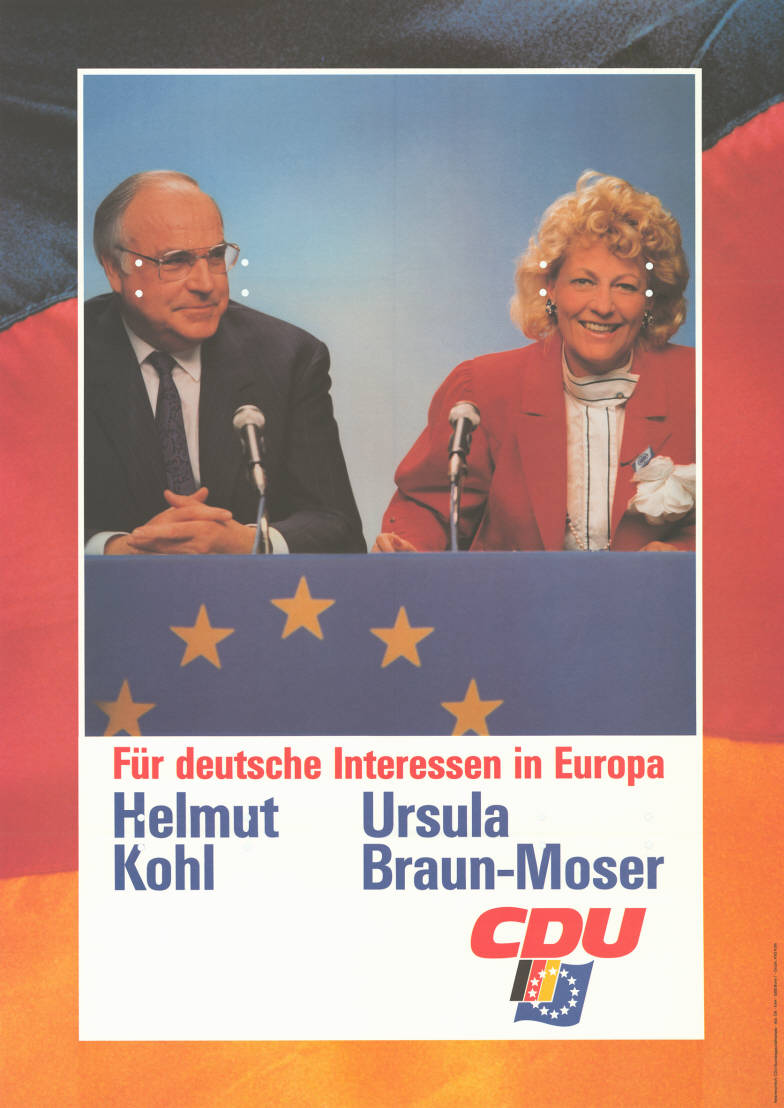
Ursula Braun-Moser auf einem Wahlplakat zur Europawahl 1989 zusammen mit Helmut Kohl

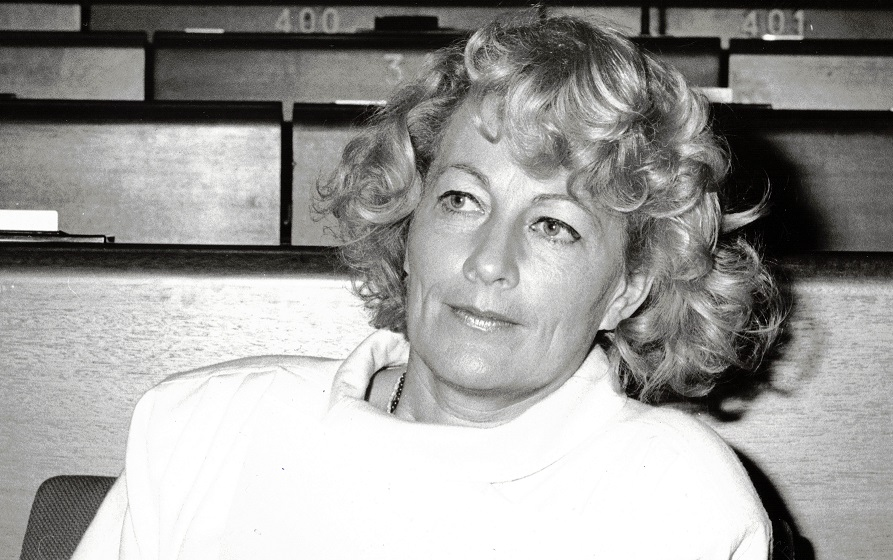
Ursula Braun-Moser im Europa-Parlament in Strasbourg 1986

Ursula Braun-Moser (* 25. Mai 1937 in Frankfurt am Main; † 2. Mai 2022 in Bad Vilbel) war eine deutsche Politikerin (LKR, AfD, CDU) und CDU-Europaabgeordnete.

## Biographie
Ursula Braun-Moser studierte Volkswirtschaft in Marburg bei Wolfgang Abendroth, Staatswissenschaften in München bei Erich Preiser und Soziologie an der Politischen Hochschule München bei Emerich K. Francis sowie Volkswirtschaft und Soziologie an der Université Libre in Brüssel. Sie studierte Wirtschaftswissenschaften bei Otto Veit in Frankfurt mit dem Abschluss als Diplom-Volkswirtin 1963 zum Thema „Die Währungssysteme der Gegenwart und ihre Typisierung“. Sie promovierte in Frankfurt und Berlin über die Erfolgsaussichten einer europäischen Währungsunion im Lichte der politischen Theorie der schleichenden Inflation. Diese Arbeit wurde 1995 auch als Buch veröffentlicht. Sie arbeitete als wissenschaftliche Assistentin am Institut für das Kreditwesen der Universität Frankfurt und ab 1973 dann als freie wissenschaftliche Mitarbeiterin bei der Zeitschrift für das gesamte Kreditwesen und anderen Fachzeitschriften. Sie war involviert in die wissenschaftliche Diskussion zur Vorbereitung der Währungsunion. Sie habilitierte mit dem Thema Die Europäische Konvergenztheorie unter dem Aspekt der Einbindung Polens in die Europäische Union.
In ihren wissenschaftlichen Arbeiten zur Theorie des optimalen Währungsraumes (oca = optimum currency area) hat sie dargelegt: „Unterschiedliche Streikmuster und gewerkschaftliche Militanz bedingen unterschiedliche nationale Inflationsneigungen auch in Zukunft.“ Sie war daher bereits 1990 überzeugt, dass eine angedachte zukünftige Währungsunion zwischen Süd-Europa und Nord-Europa nicht dauerhaft stabil sein könne. In ihren Gesprächen mit Helmut Kohl konnte sie diesen jedoch nicht von seinem engagierten Vorwärtspreschen für den Euro abhalten. Sein Credo war: „Das sind Kleinigkeiten, die regeln sich dann später von alleine.“
Ursula Braun-Moser gründete bereits als Schülerin den Ortsverband Weilburg der Europa-Union, und 1968 den Kreisverband der Europa-Union Friedberg-Hanau und wurde 1982 zur Kreisvorsitzenden der Europa-Union Wetterau gewählt.
Im CDU-Stadtverband Bad Vilbel war sie ab 1968 Vorstandsmitglied und von 1973 bis 1976 Vorsitzende des Stadtverbands, ab 1976 dann Kreisvorsitzende und Mitglied im Landesvorstand der CDU Frauenunion. Von 1968 bis 1977 war sie Stadtverordnete in Bad Vilbel und stellvertretende Fraktionsvorsitzende. Ab 1977 war sie im Bezirksvorstand der CDU Mittelhessen und wurde 1978 Kreisbeigeordnete des Wetteraukreises. Sie war Mitglied in verschiedenen Landesausschüssen der CDU Hessen. Sie hatte engen politischen Kontakt zu Alfred Dregger und Christian Schwarz-Schilling. Im März 2012 wurde sie zum Ehrenmitglied der CDU im Wetteraukreis ernannt.
Bei der Europawahl 1984 wurde sie in das Europäische Parlament gewählt. Die Wiederwahl 1989 misslang, doch rückte sie nach dem Tod von Axel Zarges am 15. Januar 1990 ins Parlament nach. Sie gehörte dem EP somit von 1984 bis 1994 mit einer Unterbrechung 1989 an. Sie war Mitglied im Verkehrsausschuss, im Ausschuss für die Rechte der Frau und im Ausschuss für Wirtschaft, Währungs- und Industriepolitik. Sie war stellvertretende Vorsitzende der Delegation für die Beziehungen zu Israel des EP und war Verbindungsbeauftragte des EP für den Bereich Post. Sie war Präsidentin der Intergroup „Tourismus“ und Vizepräsidentin der parlamentarischen Arbeitsgruppe „Familie“.
1991 wurde Ursula Braun-Moser ausgezeichnet mit dem Merite Européen in Gold „für Ihre erfolgreichen Anstrengungen zur Bildung der EMSU mit 3,5 Millionen Mitgliedern und die von Ihr maßgeblich geförderte Gründung der EMSU Polen“. Von 1999 bis 2010 war Braun-Moser Vorsitzende der Stiftung Mérite Européen, und anschließend wurde sie einstimmig zur Ehrenpräsidentin gewählt. Sie wurde auch zur Vizepräsidentin der Fondation du Mérite Européen in Luxemburg gewählt und übte dieses Amt bis zuletzt aus. In ihrer Amtszeit schlug sie u. a. Tadeusz Mazowiecki vor zur Ehrung mit dem Mérite Européen in Gold, mit feierlicher Ehrung am 6. November 1999 in Berlin.

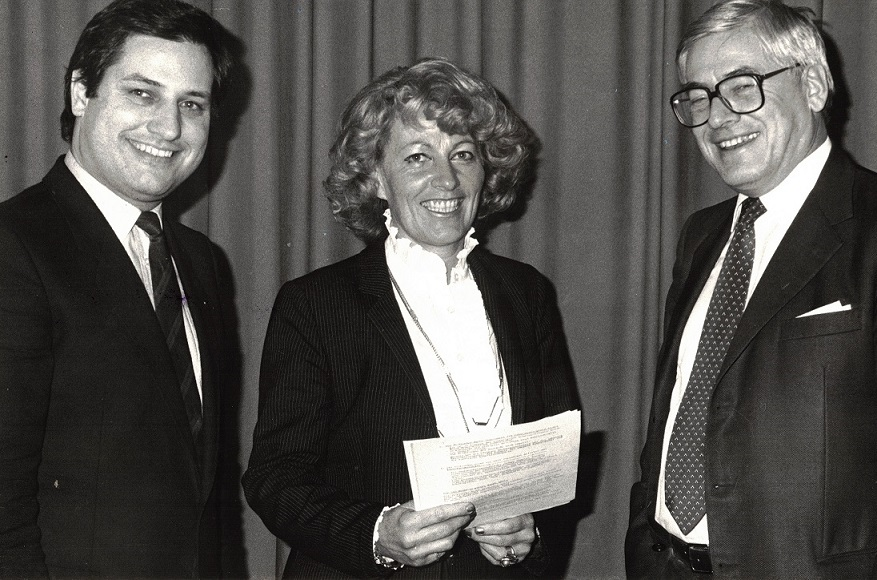
Im Gespräch mit dem Landrat des Wetteraukreises, Sigurd Beyer, und dem Bundesminister Christian Schwarz-Schilling

An der Universität Stettin übernahm sie für 22 Jahre (1992–2014) den Lehrstuhl für „Europäische Regionalpolitik“, speziell mit dem Fokus auf Regionalpolitik in Polen. Von 1998 bis 2008 lehrte sie „Europäische Integrationspolitik“ an der Universität Budapest, speziell in Bezug auf die Integration Ungarns.
Sie veröffentlichte mehrere Bücher und Beiträge zu den Themen der EU Mittelstands-Politik. und EU Tourismus-Politik

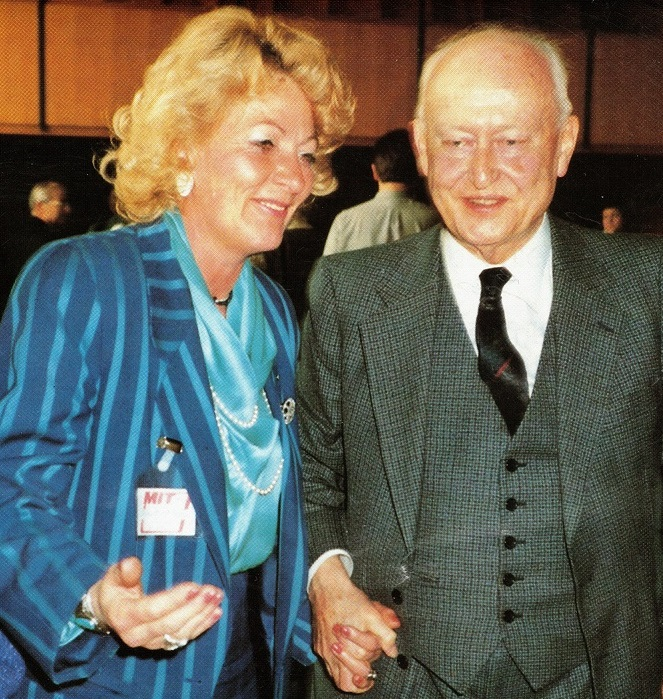
Ursula Braun-Moser im Gespräch mit Pierre Pflimlin, dem Präsidenten des Europa-Parlaments

Auf europäischer Ebene war Frau Braun-Moser geschäftsführende Präsidentin der Europäischen Mittelstandsunion.

Sie wurde Mitglied der neu gegründeten Partei Alternative für Deutschland und auf dem zweiten Bundesparteitag der AfD in Erfurt im März 2014 als Beisitzerin in den Bundesvorstand gewählt. Im Juli 2015 trat sie im Zuge der Austrittswelle nach dem Rechtsruck während des Essener Parteitages aus der AfD aus und bald darauf in die neue, wiederum von Bernd Lucke gegründete Partei ALFA ein (später LKR). 
Ursula Braun-Moser war engagiert in der Zonta-Gruppe Friedberg-Bad Nauheim, war in ihrer Freizeit Tennisspielerin und Mutter zweier Söhne. Ihre Urne wurde in Weilburg beigesetzt.